# Засухина, Нина Ильинична
Нина (Нинель) Ильинична Засухина (9 сентября 1927 — 5 ноября 2023) — советская актриса театра и кино, заслуженная артистка РСФСР.

## Биография
Нина Засухина (урождённая Нинель Ильинична Сильверс) родилась 9 сентября 1927 года в Рязани. В 1952 году закончила Театральный институт имени Бориса Щукина. После окончания выступала в Куйбышевском драмтеатра имени Горького, здесь она познакомилась и вышла замуж за актёра этого же театра Николая Засухина. В 1972 году переехала с мужем в Москву, где играла в Московском Художественном академическом театре. После раскола театра ушла во МХАТ имени М. Горького Татьяны Дорониной.
Прах захоронен в могиле мужа на Ваганьковском кладбище.

### Семья
- Муж — актёр Николай Николаевич Засухин (1922—1992), народный артист РСФСР.

## Награды и премии
- Заслуженная артистка РСФСР (11.12.1970).

## Работы в театре

### Куйбышевский драмтеатр
- «Персональное дело»

### МХАТ
- 1974 — «Иван и Ваня» по пьесе Л. Чекалова — Варвара
- 1977 — «Чеховские страницы» по А. П. Чехову — Любовь Осиповна

## Фильмография
1. 1977 — Чеховские страницы (Печенег) — Любовь Осиповна, жена Жмухина
2. 1978 — Территория — Лидия Макаровна
3. 1986 — Чичерин — эпизод
4. 1987 — В дебрях, где реки бегут… — Лиз